# Álvaro Teixeira de Sousa Mendes
Álvaro Teixeira de Sousa Mendes (Teresina, 25 de julho de 1863 - Fortaleza, 27 de setembro de 1940), advogado e escritor, foi um dos fundadores da Academia Cearense de Letras. Foi eleito deputado federal pelo Piauí em 1909.

## Biografia
Filho do Desembargador e Ministro do Supremo Tribunal Federal Antônio de Sousa Mendes Júnior. Estudou preparatórios no Liceu Piauiense. Cursou a Faculdade de Direito de Recife, colando grau de bacharel em 1884.
Exerceu os cargos de Promotor de Justiça de Baturité (Ceará), Juiz de Direito de Morrinhos (Goiás), Chefe de Polícia do Piauí e Chefe de Polícia do Ceará. Atou como Chefe de Polícia do Ceará de 19 de julho de 1912 a 9 de agosto de 1913, em um período de grande agitação na política local, (como a sedição de Juazeiro), revelaram energia e espírito de justiça, assinalou Hugo Vítor, no livro "Chefes de Polícia".
Desempenhou, também, o mandato de Deputado Federal pelo seu Estado em duas legislaturas. Assumindo sua cadeira na Câmara  dos Deputados, no Rio de Janeiro, então Distrito Federal, em maio desse ano, permaneceu no Legislativo até dezembro de 1911, quando se encerraram seu mandato e a legislatura.

## Obras
- ''Moinhos de Vento", (vantagens de sua aplicação à agricultura e pequenas indústrias do Ceará) e vários outros trabalhos publicados esparsamente.